# 산조반니다소
산조반니다소(이탈리아어: San Giovanni d'Asso)는 이탈리아 토스카나주 시에나도에 있는 코무네다. 피렌체에서 남동쪽으로 80km, 시에나에서 남동쪽 30km 거리에 있다.